# Sella Ronda

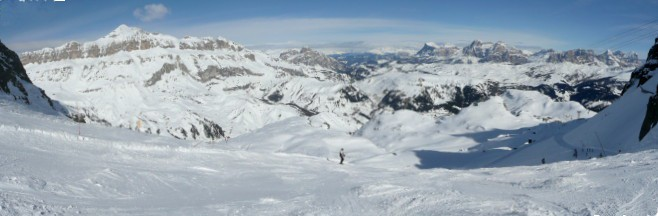
Pohled do z masívu Selly

Sella Ronda je jedna z nejznámějších lyžařských atrakcí v italských Dolomitech. Propojením 4 světově známých italských středisek (Alta Badie, Val Gardeny, Arabby a Val di Fassa E Carezza) vznikla možnost objet horský masív Gruppo del Sella za jeden jediný den ve směru, nebo proti směru hodinových ručiček. Tato možnost se naskytuje na bezmála 250 sjezdovkách dlouhých 400 km.

## Střediska

### Alta Badia
Lyžařské středisko ležící v údolí Val Badia (německy Gadertal, ladinsky La Gran Ega). Většina sjezdovek v této oblasti leží v nadmořské výšce nad 1 500 metrů. Lyžařská sezóna zde trvá zhruba od začátku prosince do konce dubna. Alta Badia je vhodné místo jak pro rodiny s dětmi, tak pro zkušené lyžaře, na které tu také čeká sjezdovka Gran Risa, kde se pravidelně jezdí Světový pohár v lyžování

### Val Gardena
Komplex najdeme v Grödenském údolí v centru Dolomit. Díky propracovanému zasněžovacímu systému a stálému počasí zde vydrží sníh dlouho do jara. Tento lyžařský areál láká na skvělé podmínky pro lyžování, běh na lyžích i spoustu après-ski aktivit. Lze si zde i vyzkoušet sjezd na nejdelším obřím slalomu v Dolomitech - Gardenissima.

### Arabba
Nachází se v regionu Veneto, v nadmořské výšce 1 450 – 3 266 m. Svým návštěvníkům nabízí spíše náročnější sjezdovky. Samotný masiv Marmolada, konkrétně nejvyšší bod Punta di Penia (3 343 m n. m.) je oblíbeným místem horolezců. Za jasného počasí se z něho naskytne překrásný výhled. Zajímavostí je také muzeum Marmolada, které se nachází v nadmořské výšce 2950 m (stanice lanovky Serauta) a připomíná zdejších boje v první světové válce, kdy zde zemřelo mnoho vojáků.

### Val di Fassa E Carezza
Lyžařšký areál Val di Fassa E Carezza leží mezi mohutným horským masivem Gruppo del Sella a nejvyšší místní horou Marmoladou (3 343 m n. m.)